# プラハ地下鉄A線
プラハ地下鉄A線（チェコ語:Linka A）はチェコの首都プラハを走るプラハ地下鉄の路線名。A線と名前がついているがプラハではC線に続いて2番目に開通した路線で、1978年の営業開始以来徐々に路線を伸ばしている。現在の総延長は17.1kmで営業中の駅は17駅、このうちMůstek駅はB線、Muzeum駅はC線との乗換駅となっている。現在の両端の延長が検討中であり西側の終点はプラハの玄関口であるルズィニエ国際空港に接続させようとの動きもある。

## 歴史

■A線 (■B線、■C線)
ネモツニツェ・モトル駅 (左) - デポ・ホスティヴァルシ駅 (右)

プラハ地下鉄A線の最初の営業区間の工事は1973年よりスタートし、1978年に営業をはじめた。なおこの区間はC線の美術館駅～ナーメスティー・ミール駅のトンネルとつながっている部分がある。最初の延伸区間としてはジェリフスケーホ駅から車両基地があるデポ・ホスティヴァルシ駅までのトンネルが1985年に完成し、1987年にストラシュニツカー駅、1990年にスカルカ駅、2006年に車両基地につながるデポ・ホスチヴァージ駅、2015年にネモツニツェ・モトル駅までの区間が開業し現在の営業路線となっている。
| 管区     | 区間                                        | 開業日         | 距離   |
| -------- | ------------------------------------------- | -------------- | ------ |
| I.A      | デイヴィツカー駅-ナーメスティー・ミール駅   | 1978年8月12日  | 4.7km  |
| II.A     | ナーメスティー・ミール駅-ジェリフスケーホ駅 | 1980年12月19日 | 2.7km  |
| III.A/SH | ジェリフスケーホ駅-ストラシュニツカー駅     | 1987年11月11日 | 1.2km  |
| SH       | ストラシュニツカー駅-スカルカ駅             | 1990年11月4日  | 1.3km  |
| SH       | スカルカ駅-デポ・ホスチヴァージ駅           | 2006年5月26日  | 1.0km  |
| V.A      | デイヴィツカー駅-ネモツニツェ・モトル駅     | 2015年4月6日   | 6.1km  |
| 合計     | 17駅                                        |                | 17.1km |

## 駅一覧
| 日本語駅名                              | 現地語駅名         | 乗換路線 |
| --------------------------------------- | ------------------ | -------- |
| ネモツニツェ・モトル駅 （モトル病院駅） | Nemocnice Motol    |          |
| ペトシニ駅                              | Petřiny            |          |
| ナードラジー・ヴェレスラヴィーン駅      | Nádraží Veleslavín |          |
| ボジスラフカ駅                          | Bořislavka         |          |
| デイヴィツカー駅                        | Dejvická           |          |
| フラドチャンスカー駅 （城山駅）         | Hradčanská         |          |
| マロストランスカー駅 （小地区駅）       | Malostranská       |          |
| スタロメスツカー駅（旧市街駅）          | Staroměstská       |          |
| ムーステク駅 （小橋駅）                 | Můstek             | B線      |
| ムゼウム駅（博物館駅）                  | Muzeum             | C線      |
| ナーメスティー・ミール駅（平和広場駅）  | Náměstí Míru       |          |
| イジーホ・ス・ポジェブラト駅            | Jiřího z Poděbrad  |          |
| フロラ駅                                | Flora              |          |
| ジェリフスケーホ駅                      | Želivského         |          |
| ストラシュニツカー駅                    | Strašnická         |          |
| スカルカ駅 （小岩駅）                   | Skalka             |          |
| デポ・ホスティヴァルシ駅                | Depo Hostivař      |          |